# Хендрикс, Кайл
Кайл Кристиан Хендрикс (англ. Kyle Christian Hendricks, 7 декабря 1989, Ньюпорт-Бич, Калифорния) — американский бейсболист, питчер клуба Главной лиги бейсбола «Чикаго Кабс». Победитель Мировой серии 2016 года.

## Биография
Кайл Хендрикс родился 7 декабря 1989 года в городе Ньюпорт-Бич в Калифорнии. Детство он провёл в Сан-Хуан-Капистрано, другом городе округа Оринж. Там же он окончил школу, после чего на драфте Главной лиги бейсбола 2008 года был выбран клубом «Лос-Анджелес Энджелс». От подписания контракта Хендрикс отказался и поступил в Дартмутский колледж, одно из учебных заведений Лиги плюща. В 2011 году он был задрафтован повторно — «Техас Рейнджерс» выбрали Кайла в одиннадцатом раунде. В том же году он начал профессиональную карьеру, завершая получение образования в межсезонье. В 2014 году Хендрикс получил диплом бакалавра по специальности «экономика».
Первой командой в карьере Хендрикса стали «Спокан Индианс» из Северо-Западной лиги. В сезоне 2011 года он выходил на поле как реливер и провёл 33 иннинга с пропускаемостью 1,93. Также Кайл сыграл один матч стартовым питчером «Фриско Рафрайдерс» на уровне АА-лиги. В арсенал его подач входил фастбол скоростью 94 мили в час, кервбол, слайдер и чейндж-ап. В 2012 году его на постоянной основе включили в ротацию стартовых питчеров. Первую часть сезона он отыграл за «Миртл-Бич Пеликанс», а затем «Рейнджерс» обменяли Хендрикса и игрока третьей базы Кристиана Вильянуэву в «Чикаго Кабс» на питчера Райана Демпстера. Остаток чемпионата Кайл выступал за «Дейтону Кабс» во Флоридской лиге. По ходу сезона 2013 года он прошёл уровни АА- и ААА-лиг в фарм-системе клуба, играя за «Теннесси Смоукиз» и «Айову Кабс». Суммарно в составе двух команд Хендрикс провёл 27 игр с пропускаемостью 2,00, в том числе сыграв одну полную игру, не пропустив ни одного очка. В сентябре 2013 года он был признан лучшим питчером года в командах младших лиг системы «Чикаго Кабс».
По ходу сезона 2014 года Хендрикс получил вызов в основной состав команды и дебютировал в Главной лиге бейсбола. В регулярном чемпионате он сыграл в 80 иннингах с пропускаемостью 2,46. По итогам года Кайл занял седьмое место в опросе, определявшем Новичка года в Национальной лиге. В 2015 году он закрепился в стартовой ротации «Кабс», сыграв 180 иннингов и сделал 167 страйкаутов при всего 3 уоках. Сезон 2016 года стал для него прорывным. В регулярном чемпионате он одержал 16 побед при 8 поражениях, а его показатель пропускаемости 2,13 стал лучшим в Национальной лиге. Также Кайл вошёл в число претендентов на Приз Сая Янга. В Чемпионской серии «Кабс» обыграли «Лос-Анджелес Доджерс» со счётом 4:2, в решающей шестой игре Хендрикс одержал победу, позволив соперникам выбить всего два хита. В Мировой серии со счётом 4:3 были обыграны «Кливленд Индианс», Кайл в роли стартового питчера открывал третий и седьмой матч. Для «Чикаго» чемпионский титул стал первым после 108-летнего перерыва.
В сезоне 2017 года он провёл на поле 140 иннингов, сыграв меньше из-за травмы руки. Пропускаемость Хендрикса выросла до 3,03, но отношение количества страйкаутов к уокам (125/40) оставалось выше среднего уровня в лиге. В 2018 году он сыграл рекордные для себя 33 матча стартовым питчером, одержав 14 побед при 11 поражениях. Лучше всего ему удалась заключительная часть чемпионата, в которой он выиграл шесть стартов из восьми. В сезоне 2019 года Кайл был вторым питчером в ротации «Кабс», проведя в чемпионате 177 иннингов с пропускаемостью 3,46. Благодаря хорошему контролю подачи его соотношение страйкаутов и уоков выросло до 4,69. Кроме того, за три сезона с 2017 по 2019 год Хендрикс допустил всего один уайлд-питч.